# 자카스피주

자카스피주의 문장

자카스피주의 지도

자카스피주(러시아어: Закаспийская область)는 1854년부터 1919년까지 존재했던 러시아 제국의 주로 주도는 아시가바트이며 면적은 571,000km2, 인구는 382,487명(1897년 당시 기준)이다. 현재의 카자흐스탄과 투르크메니스탄에 걸쳐 있었다.